# ان‌جی‌سی ۱۷۹

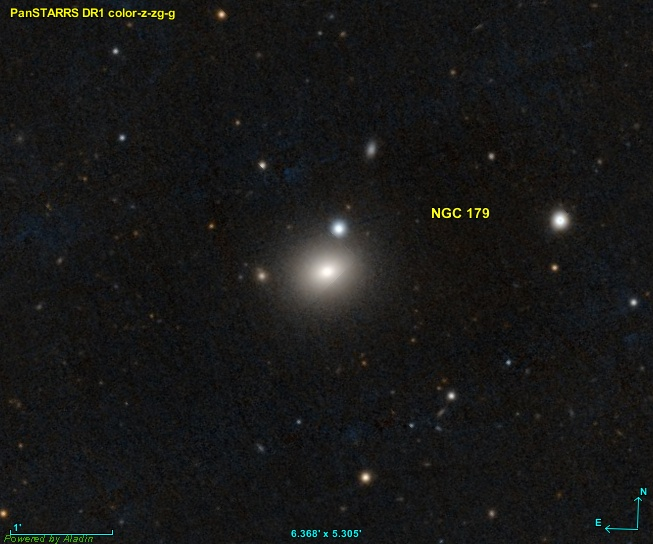
ان‌جی‌سی ۱۷۹

ان‌جی‌سی ۱۷۹ (انگلیسی: NGC 179) نام یک کهکشان در صورت فلکی نهنگ است.